# Кожанова, Анастасия Степановна
Анастасия Степановна Кожанова (30 ноября 1914 — неизвестно) — передовик советского сельского хозяйства, доярка подсобного хозяйства «Горки-II» Звенигородского района Московской области, Герой Социалистического Труда (1953).

## Биография
Родилась в 1914 году на территории современной Московской области в семье крестьянина. Прошла обучение в начальной школе, трудоустроилась в сельском хозяйстве. Во время Великой Отечественной войны стадо хозяйства «Горки-II» находилось в эвакуации в Саратовской области. В 1943 году, после возвращения общественного стада в Московскую область, Кожанова трудоустроилась на работу дояркой в старейший Подмосковный совхоз «Горки-2». Без отрыва от производства посещала трёхгодичные курсы животноводов, которые раз в неделю проводились для работников совхоза в кабинете зоотехника.
В 1948 году была введена двухсменная организация труда. За доярками Кожановой и Ухватовой было закреплено 20 коров чёрно-пёстрой породы. В 1952 году передовые доярки достигли высоких производственных результатов, сумев получить от каждой из шестнадцати закреплённых коров по 6483 килограмма молока с содержанием 227 килограммов молочного жира от каждой коровы в среднем за год.
За достижение высоких показателей в животноводстве в 1952 году, Указом Президиума Верховного Совета СССР от 19 декабря 1953 года Анастасии Степановне Кожановой было присвоено звание Героя Социалистического Труда с вручением ордена Ленина и золотой медали «Серп и Молот».
В дальнейшем продолжала трудовую деятельность, показывала высокие результаты в труде. В 1968 году вышла на заслуженный отдых, являлась пенсионером всесоюзного значения.
Проживала в посёлке Горки-2 Одинцовского района Московской области. Дата смерти не установлена.

## Награды
За трудовые успехи удостоена:
- золотая звезда «Серп и Молот» (19.12.1953),
- орден Ленина (19.12.1953),
- другие медали.